# Одни Ейр Айварсдохтир
Одни Ейр Айварсдохтир (на исландски: Oddný Eir Ævarsdóttir) е исландска историографка, поетеса и писателка на произведения в жанра социална драма, лирика и документалистика.

## Биография и творчество
Одни Ейр е родена на 28 декември 1972 г. в Рейкявик, Исландия. Получава магистърска степен по политическа философия от Исландския университет и получава докторска степен от Сорбоната и Висшата школа за социални науки. Получава стипендия за изучаване на архивите и музеите в Исландия.
След дипломирането си работи за екологичния сайт Náttúra.info. Ръководи издателската компания Apaflasa в сътрудничество с брат си, археолога Уги Еварсон. Работи и в света на изкуството като лектор и галерист. Насочва се писане на есета, стихотворения и пише текстове за певицата Бьорк при композирането на нейните албуми Biophilia и Vulnicura.
Първият ѝ роман „Отварянето на яслата“ е издаден през 2004 г. В модерна комбинация от философско есе и автобиография историята е за възрастна жена, която описва връзките си с исландски фермери и чуждестранни психиатри, кукловоди, писатели, мъдреци и психично болни, и момчето кукла, което живее с нея на границата между сън и бодруване.
През 2011 г. е издаден романът ѝ „Земя за заселване“. Той представя, под формата на дневник, историята за опитите на млада жена да намери своето място в света, на което да изгради и подреди живота си, подчинен на любовта, общуването с хората и удовлетворяващата я работа. Тя се впуска във всякакви пътешествия, физически (в Исландия, Езерната област в Англия, Базел, Париж и Страсбург) и психически, във времето и пространството, за да намери отговори на въпроси, които засягат не само нея лично, но и цялото човечество. Романът е номиниран за Голямата литературна награда на Исландия и печели литературната награда за жени писателки, „Крайбрежната награда", за 2012 г. Книгата получава и наградата за литература на Европейския съюз за 2014 г.
Одни Ейр живее в Рейкявик и в исландската провинция, до ледника Ейяфятлайокутъл.

## Произведения

### Самостоятелни романи
- Opnun kryppunnar: brúðuleikhús (2004)[1]
- Heim til míns hjarta: ilmskýrsla (2009)
- Jarðnæði (2011) – награда за литература на Европейския съюз, награда за исландска женска литература[2]
Земя за заселване, изд. „Нов Златорог“ (2016), прев. Айгир Сверисон
- Fæðingarborgin (2015)
- Undirferli: yfirheyrsla (2017)

### Документалистика
- Ástarmeistarinn: blindskák (2014) – писма на Одни Ейр, Евар Кяртансон и Че Гевара от различни места до родителите им[1]
- Blátt blóð (2015)